# Света Неделя (Мегалос Принос)
Вижте пояснителната страница за други значения на Света Неделя.
„Света Неделя“ (на гръцки: Ιερός Ναός Αγίας Κυριακής) е възрожденска православна църква край село Мегалос Принос (Мегало Казавити) на остров Тасос, Егейска Македония, Гърция, част от Филипийската, Неаполска и Тасоска епархия на Вселенската патриаршия.
Църквата е разположена източно от селото. За пръв път храмът е споменат в 1745 година, в едно патриаршеско писмо, в което се казва, че жителите на Казавити са го дали на манастира Есфигмен. Сегашната църква, съдейки по приликата със „Свети Йоан Предтеча“ (1865) е изградена в 70-те години на XIX век. На един камък в горната дясна част на източната страна вероятно е била изписана година, но се чете само цифрата 8. През 1927 г. имотът на Есфигмен с 20 декара земя, заедно с църквата и сградата на метоха, е даден на македономаха Н. Д. Стенос.
В архитектурно отношение е еднокорабна църква с дървен покрив и трем на западната страна. В северозападния ъгъл на трема има релеф с надпис „ΑΓΙΑ ΚΥΡΙΑΚΗ“. Размерите на наоса са 9,54 / 6,65 m, площта му е 63,68 m2, а дебелината на стените е 0,7 m. В трема на западната стена на наоса църквата има полукръгла ниша, в която се поставя за поклонение иконата на света Неделя. Иконата има богато украсен сребърен риза и надпис „ΔΑΠΑΝΗ ΚΟΡΝΗΛΙΟΥ ΜΟΝΑΧΟΥ ΕΣΦΙΓΜΕΝΙΤΟΥ ΑΘΗΝΑΙΣ 2 ΑΠΡΙΛΙΟΥ 1927“ (С разходите на Корнилий монах Есфигменец Атина 2 април 1927). Сводестият вход е в центъра, като от двете му страни има сводести отвори с ниски бордюри. Подобен сводест отвор има и от южната страна. Вратата е единична дървена и е с едно стъпало повдигната по отношение на трема и равна с наоса.
Отвън входът има извит трегер и над него плитка извита ниша, в която е имало стенописно изображение на света Неделя. Прозорците са единични, кръстовидни с железни рамки и остъклени – един северен и два южни, от които единият е в светилището.
Във вътрешността покрай южната, северната и западната стена има пейки, монтирани на ниска основа. В северозападния ъгъл има е вграден дървен ъглов шкаф. Иконостасът е дъсчен с две врати. Панелите са с по две табла. Царските икони са св. Петър и св. Павел с надписи на български, северната врата, българска хартиена икона на света Петка, света Богородица, царските двери, Исус Христос с датировка 1743 долу вляво, свети Йоан Предтеча от 1743, Възнесение Господне, свети Григорий, българска икона и свети Димитър.
Светилището е издигнато с две стъпки. Полукръглата апсида има необичайно разположен вентилационен процеп. Нишите са полукръгли. Подът е покрит с бели плочи.
Покривът е общ за наоса и трема и е четирискатен. По-голямата част е покрита с френски керемиди.